# Abobadilha

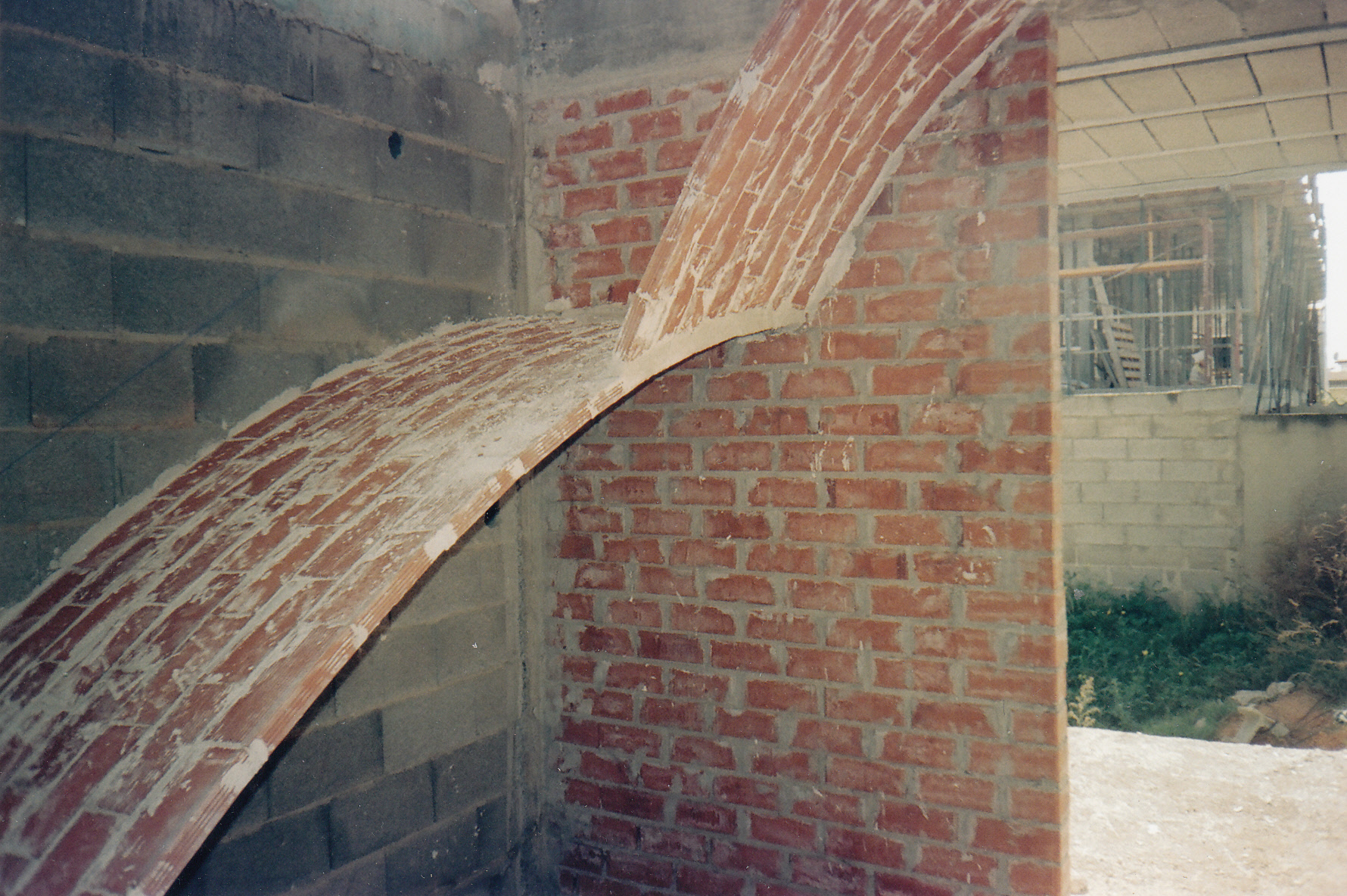
Os tijolos dessas abóbadas são colocados como os tijolos da divisória onde repousam.

Uma abobadilha ou abóbada de tijoleiras é um tipo de abóbada caracterizada por ser normalmente construída sem cimbre, com tijolos leves e gesso rápido, colando os tijolos pelas bordas (ou "em aparelho ao alto ou ao cutelo", em linguagem arquitetônica), seguindo uma curvatura pré-determinada até que uma superfície abobadada leve e autoportante seja obtida.
Este método de construção encontra-se disseminado por muitas áreas do sul da Europa Ocidental. A sua utilização na arquitectura popular alentejana, quer em habitações, quer em capelas, é provavelmente uma das heranças deixadas em solo português pelos muçulmanos.
O nome de abóbada de tijoleiras deve-se ao facto de tanto os materiais que a compõem como o seu processo de construção. Embora na Catalunha e outras regiões, outros nomes locais também são atribuídos a ela, não são apropriados do ponto de vista técnico.

## História
A origem das abóbadas de tijoleiras encontra-se na arquitetura mourisca, citando os exemplos mais antigos conhecidos em Sevilha, Múrcia (Siyasa) e na Comunidade Valenciana. A abobadilha mais antiga documentada, de meados do século XIII, situa-se na zauiya de Aznalcóllar (Sevilha).
Durante os séculos XIV e XV a técnica se espalhou de Valência a Aragão e Catalunha.
No século XVII, Frei Lorenzo de San Nicolás escreveu o primeiro tratado em espanhol sobre a construção de abóbadas de azulejos e, um século depois, Frei Domingo de Petrés espalhou essas abóbadas no vice-reinado de Nova Granada, atual Colômbia.
O Conde de Espie e Jacques-François Blondel contribuíram para sua difusão na França com o nome de voûtes plates.
No século XIX, Manuel Fornés publicou um manual e Rafael Guastavino exportou a técnica para a América do Norte.
Mais tarde foi uma técnica muito utilizada pelos arquitetos modernistas, especialmente por Gaudí. No entanto, a popularização do concreto armado e o aumento progressivo do custo da mão-de-obra fez que deixassem de ser economicamente competitivos e o uso de abobadilhas foi progressivamente abandonado, embora arquitectos como Luis Moya, Eladio Dieste ou Le Corbusier, entre outros, continuaram a usá-los.
Nas últimas décadas, renovou-se o interesse por esta forma de construir. Por exemplo, Norman Foster projetou um aeroporto de drones em Ruanda com abóvadas de tijolos, que ele apresentou na Bienal de Arquitetura de Veneza em 2016 e deveria terminar em 2020.

## Construção
Como em qualquer tipo de abóbada, a resistência estrutural das abóbadas de tijolos depende de sua geometria. Com a técnica das abobadilhas de tijolos é possível construir desde superfícies simples como abóbadas de berço, abóbadas de vela e cúpulas esféricas ou elípticas, como as de Guastavino, até superfícies regradas e de revolução mais complexas ou que podem ser reforçadas, como as que , por exemplo, Gaudí e Dieste fizeram. Além disso, eles podem ser feitos de uma única camada de tijolos ou, mais frequentemente, de várias.
Em todo o caso, o processo construtivo é sempre idêntico: Após a marcação das linhas de orientação e geradores da superfície a construir nas paredes de suporte e, seguindo estas referências, normalmente sem recurso a qualquer tipo de cimbre, são criadas sucessivas filas de tijolos leves e de espessura muito pequena (tijoleiras) que são coladas pelas suas bordas até fecharem a superfície no centro geométrico da área a ser coberta. Na primeira camada, é imprescindível o uso de gesso como ligante, pois ele endurece rapidamente, mas nas camadas seguintes (ou "dobragem") são sempre utilizadas argamassas mais resistentes ao estresse e à umidade, ou modernamente cimento, colocando os tijolos de modo que as juntas de cada camada tenham um ângulo diferente das juntas das camadas adjacentes para obter um conjunto mais forte.
Na região portuguesa do Alentejo e na Extremadura (principalmente na província de Badajoz e no sul de Cáceres), as abobadilhas são normalmente abóbadas de arestas de camada única, com tijolos vazados simples ou maciços de pouca espessura e dois arcos elípticos (na verdade seriam dois toróides) que se cruzam no centro da sala coberta, formando arestas a partir dos cantos.  Na Comunidade Valenciana, são típicas cúpulas de concha dupla, a externa para suportar um telhado e a interna para fins decorativos, deixando uma câmara de ar visitável entre os dois. Na Catalunha, são frequentes as abóbadas de berço rebaixadas e, nos edifícios modernistas, as formas paraboloides.6
Até recentemente, era comum em quase toda a Espanha formar a estrutura das escadas com abobadilhas, quase sempre com várias camadas e em forma de catenária invertida, já que não era necessário o uso de cimbres, era mais barato do que fazer a escada de concreto armado.
|                                          |                                        |                                                 |                       |
| Construção de uma abobadilha de arestas. | Abobadilha de arestas, na Extremadura. | Construção de uma abobadilha de berço elíptica. | Abobadilha em escada. |